# Luan Rodrigues Azambuja
Luan Rodrigues Azambuja (Campo Grande, 16 de julio de 1996) es un futbolista brasileño que juega como striker en Asociación Deportiva Portuguesa en Mato Grosso del Sur, él comenzó su carrera en 2015 en Comercial-MS y también jugó en Luverdense, Aquidauanense, San Pablo Fútbol Club y Clube do Remo.
Comenzó su carrera en 2015 en equipo "Comercial-MS". En 2017 entró en el "Novoperário Fútbol Club", En 2019 entró en el Luverdense Esporte Clube. En 2020 entró en el Aquidauanense Futebol Clube. En julio de 2021 se anunció que se había adherido a la Sport Club São Paulo. El 29 de diciembre de 2021 se anunció que fue contratado para integrarse al equipo Clube do Remo en 2022.

## Vida personal
Luan, nació en 16 de julio de 1996 en Campo Grande ubicado en el estado de Mato Grosso do Sul.